# 입쪽 다리뇌 그물 핵
입쪽 다리뇌 그물 핵(rostral pontine reticular nucleus, rostral pontine reticular nucleus, 문측 교뇌 망상 핵)은 다리뇌 그물체의 내측(날신경/운동신경) 구역을 구성하는 두 가지 구성 요소 중 하나이며, 다른 하나는 꼬리쪽 꼬리쪽 다리뇌 그물 핵이다.

## 해부학

### 들신경
afferent

## 같이 보기
- 그물체
- 정중곁 다리뇌 그물체